# Harry Lawtey
Harry Lawtey (* 26. Oktober 1996 in Oxford) ist ein britischer Schauspieler.

## Leben und Karriere
Beide Eltern von Lawtey stammen aus Barton-upon-Humber. Er wurde in Oxford geboren, während sein Vater, ein Luftfahrzeugtechniker, auf der Militärbasis RAF Brize Norton bei Oxfordshire stationiert war. Als er vier Jahre alt war, zog die Familie nach Zypern, wo Lawtey seine Kindheit auf einer Militärbasis verbrachte. Als Lawtey dreizehn Jahre alt war, trat eine West-End-Produktion von Oliver Twist, die auf Tour ging, in Zypern auf, wodurch er inspiriert wurde, Schauspiel zu verfolgen. Da er bemerkte, dass der Großteil der jugendlichen Besetzung dieser Produktion von der Sylvia Young Theatre School kam, bewarb er sich bei einem zufällig bereits für die Zeit geplanten Familienurlaub in London an der Schule. Während seiner Schulzeit lebte er bei einer Gastfamilie in London. Später ging er auf das Schauspiel-College Drama Centre London, wo er 2018 seinen Abschluss machte.
Nach ersten Gastrollen und seinem Filmdebüt während des College begann er noch in seinem Abschlussjahr mit den Vorsprechen für die Fernsehserie Industry, in der er eine durchgängige Hauptrolle erlangte und seit 2020 zu sehen ist. 2023 hatte er die führende Hauptrolle in der Miniserie You & Me inne. Mit dem Horrorfilm Der denkwürdige Fall des Mr Poe von Netflix drehte er sein erstes Projekt in den Vereinigten Staaten. In Todd Phillips’ Joker: Folie à Deux verkörpert er die Comicfigur Harvey Dent.

## Filmografie
- 2012: Wizards vs Aliens (Fernsehserie, 1 Episode)
- 2013: Casualty (Fernsehserie, 1 Episode)
- 2015: Molly Moon (Molly Moon and the Incredible Book of Hypnotism)
- 2016: City of Tiny Lights
- 2018: Marcella (Fernsehserie, 2 Episoden)
- 2020: Der Brief für den König
- seit 2020: Industry (Fernsehserie, 24 Episoden)
- 2021: Benediction
- 2022: Magpie Murders (Fernsehserie, 6 Episoden)
- 2022: Der denkwürdige Fall des Mr Poe (Pale Blue Eye)
- 2023: You & Me (Fernsehserie, 3 Episoden)
- 2024: Joker: Folie à Deux